# Amphicallia pactolicus
Amphicallia pactolicus là một loài bướm đêm thuộc phân họ Arctiinae, họ Erebidae.